# Museu de História Natural de Moçambique
O Museu de História Natural de Maputo, Moçambique, foi criado em 1913. Inicialmente era um Museu Provincial, ocupando vários locais antes de se estabelecer, em 1932, no atual edifício Neo-Manuelino como Museu Dr. Álvaro de Castro[2]. A construção, fundada em 1911, tinha como objetivo ser uma escola primária, mas acabou sendo cedida para a curadoria do Museu. Passou a ser chamado de Museu de História Natural de Maputo após a independência do país. Em 2013, comemorou 100 anos de existência.

Atualmente é tutelado pela Universidade Eduardo Mondlane.

## Acervo
A instituição tem diversas coleções de animais embalsamados (diretamente das savanas africanas) como leões, girafas, hipopótamos e rinocerontes), abrigando uma de fetos de elefante – entre os primeiros 22 meses de gestação – desde a época da Primeira Guerra Mundial, sendo a única do mundo, além de imagens, estátuas, instrumentos musicais e acessórios de tribos moçambicanas.

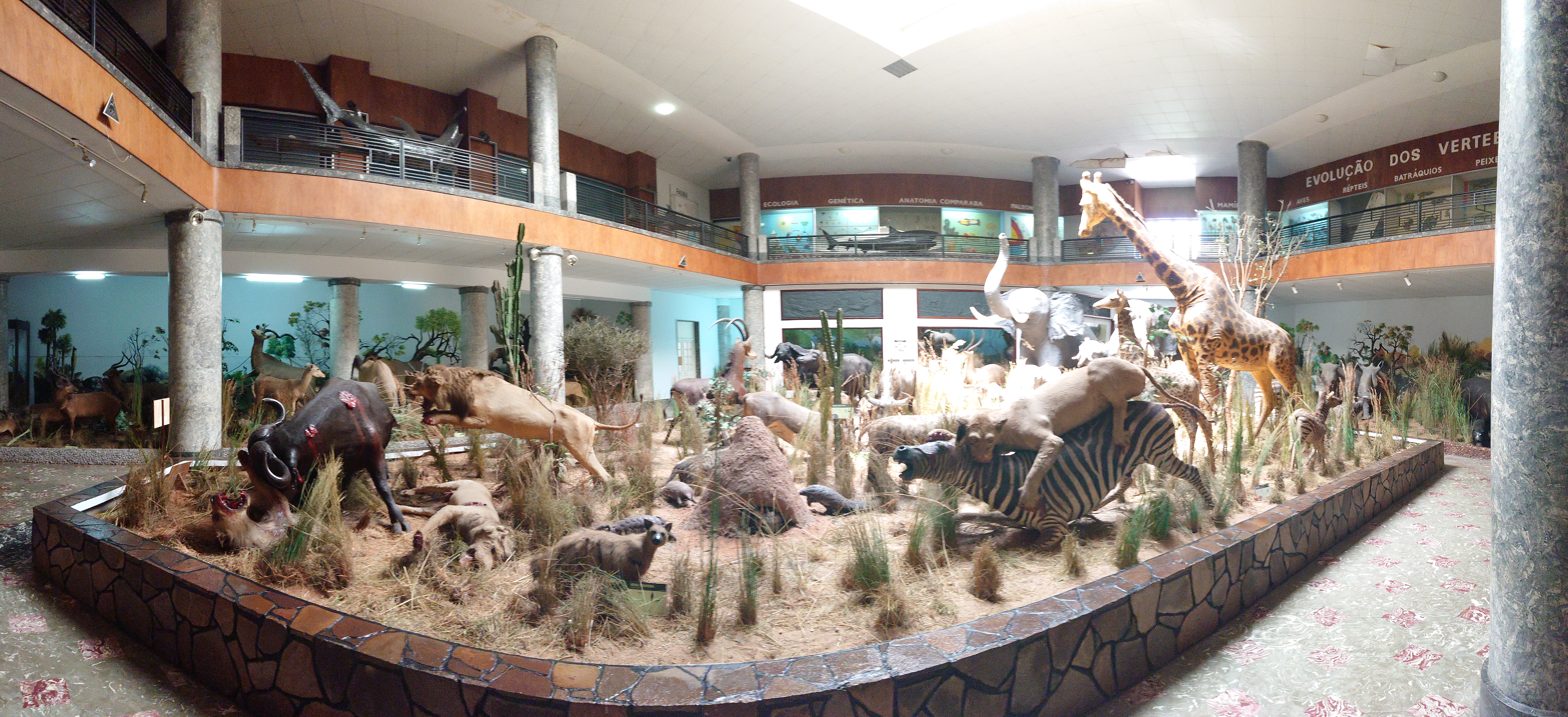
Hall principal do Museu de História Natural em Maputo

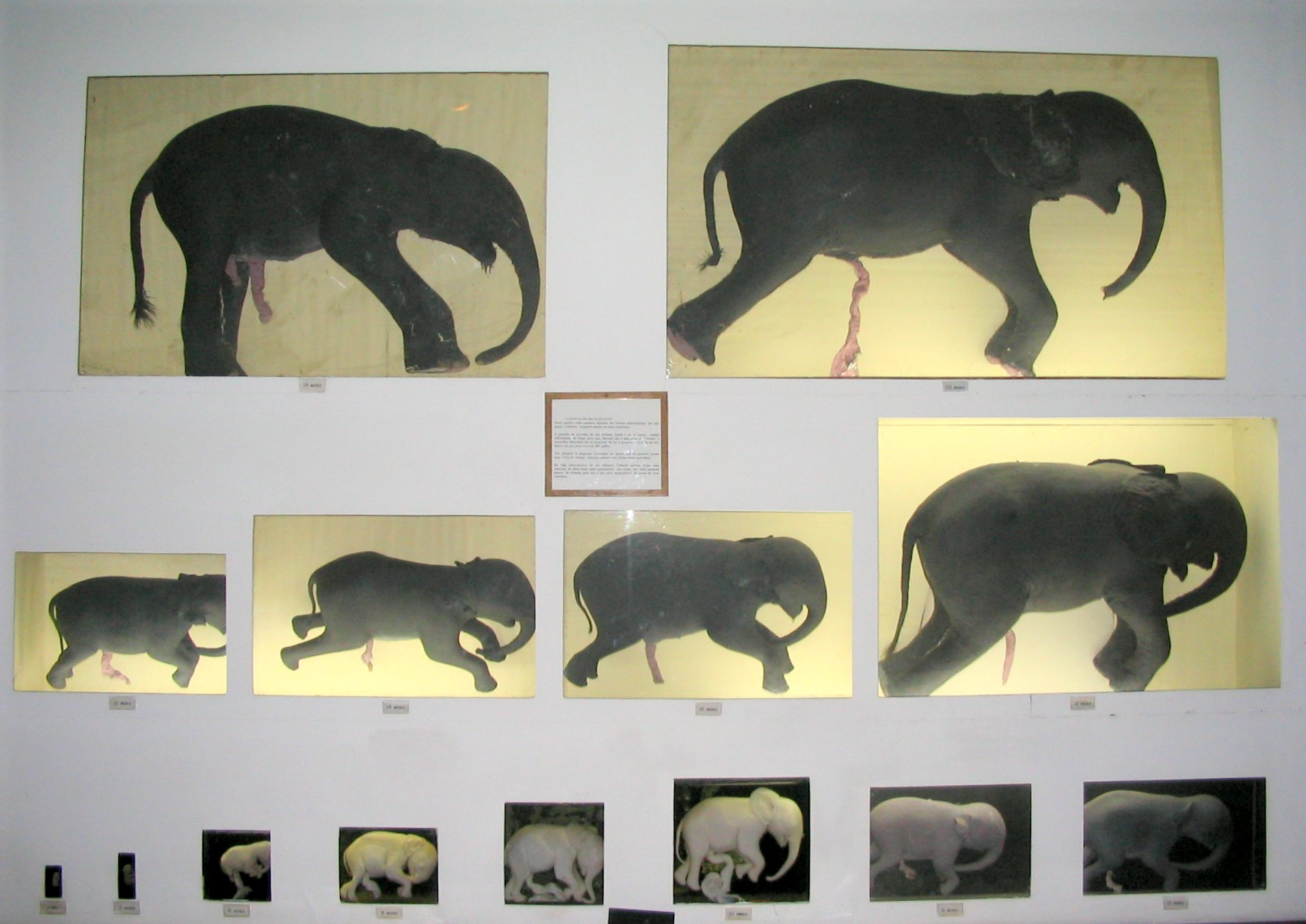
14 fetos de elefante em diferentes estágios

Uma das preciosidades de seu acervo está em um exemplar do celacanto, um animal que se acreditava extinto, mas foi encontrado no litoral da África do Sul em 1938.

### Área Externa - Mural

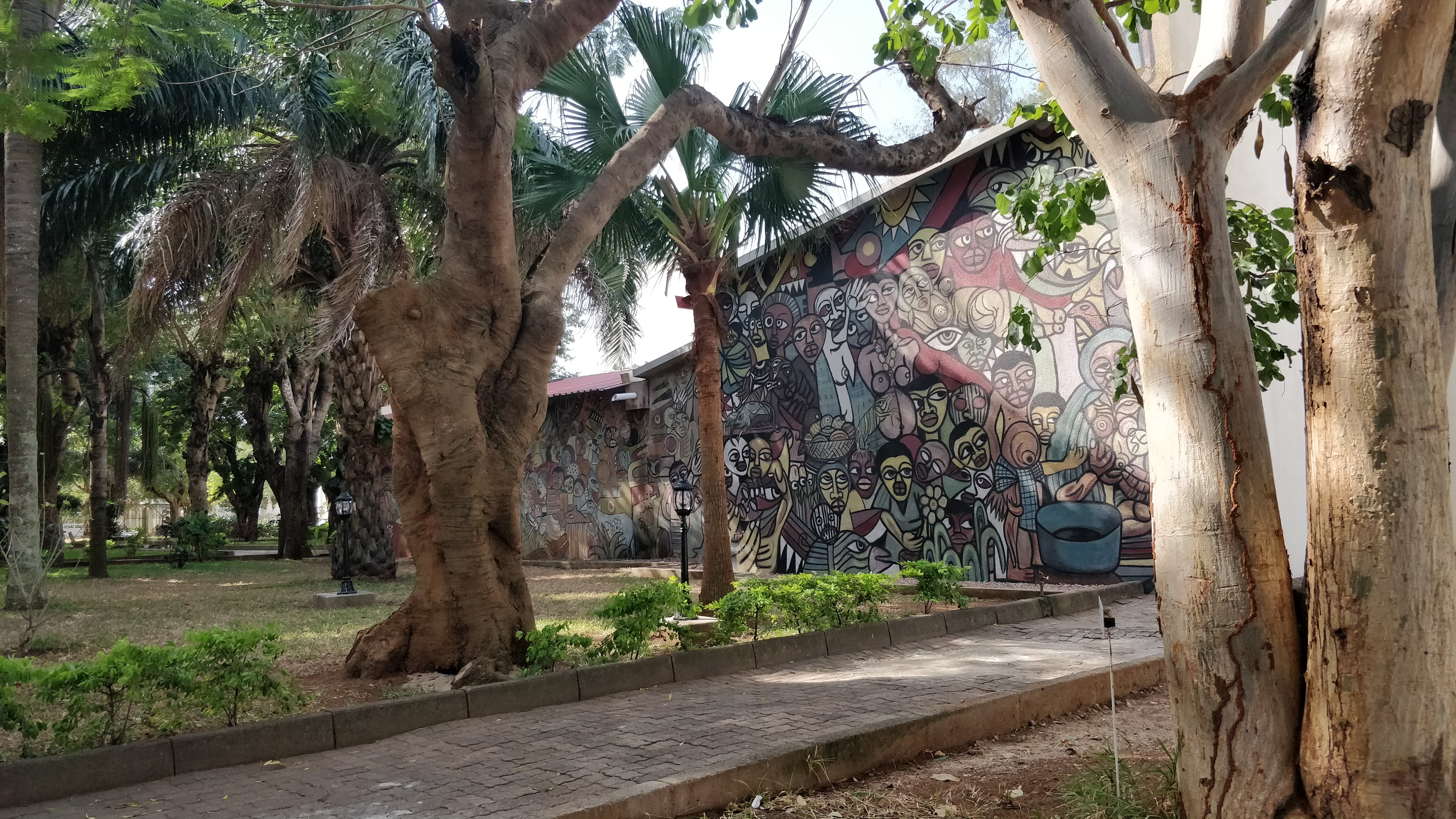
Mural do Museu de História Natural, Maputo - Moçambique

A área externa do Museu de História Natural de Maputo tem um jardim com murais do artista Malangatana e estátuas e painéis didáticos sobre dinossauros.